# Gouvernement Forlani
 (septembre 2023).
Si vous disposez d'ouvrages ou d'articles de référence ou si vous connaissez des sites web de qualité traitant du thème abordé ici, merci de compléter l'article en donnant les références utiles à sa vérifiabilité et en les liant à la section « Notes et références ».
République italienne
Cossiga II Spadolini I
Le gouvernement Forlani (Governo Forlani, en italien) est le gouvernement de la République italienne entre le 18 octobre 1980 et le 26 mai 1981, durant la VIIIe législature du Parlement.

## Coalition et historique
Dirigé par le nouveau président du Conseil des ministres démocrate-chrétien Arnaldo Forlani, il est soutenu par une coalition gouvernementale entre la Démocratie chrétienne (DC), le Parti socialiste italien (PSI), le Parti socialiste démocratique italien (PSDI) et le Parti républicain italien (PRI), qui disposent ensemble de 360 députés sur 630 à la Chambre des députés, soit 57,1 % des sièges, et de 185 sénateurs sur 315 au Sénat de la République, soit 58,7 % des sièges.
Il a été formé à la suite de la démission du second gouvernement du démocrate-chrétien Francesco Cossiga, constitué de la même coalition et dont le projet de loi de finances avait été rejeté au Parlement. Après l'éclatement du scandale de la loge P2, il cède le pouvoir au premier gouvernement du républicain Giovanni Spadolini, premier président du Conseil non issu de la DC et premier exécutif du « pentapartito », puisque soutenu par la DC, le PSI, le PSDI, le PRI et le Parti libéral italien (PLI).

## Composition

### Initiale (18 octobre 1980)
- Les nouveaux ministres sont indiqués en italique, ceux ayant changé d'attributions en italique.

| Titre                                                                                          | Titulaire | Titulaire                                                     | Parti |
| ---------------------------------------------------------------------------------------------- | --------- | ------------------------------------------------------------- | ----- |
| Président du Conseil des ministres                                                             |           | Arnaldo Forlani                                               | DC    |
| Secrétaire d'État à la présidence du Conseil des ministres Secrétaire du Conseil des ministres |           | Luciano Radi                                                  | DC    |
| Ministres sans portefeuille                                                                    |           |                                                               |       |
| Ministre pour les Affaires régionales                                                          |           | Roberto Mazzotta                                              | DC    |
| Ministre pour la Coordination des initiatives pour la Recherche scientifique et technologique  |           | Pier Luigi Romita                                             | DC    |
| Ministre pour la Coordination des politiques européennes                                       |           | Vincenzo Scotti                                               | DC    |
| Ministre pour la Fonction publique                                                             |           | Clelio Darida                                                 | DC    |
| Ministre pour les Interventions extraordinaires dans le Mezzogiorno                            |           | Nicola Capria                                                 | PSI   |
| Ministre pour les Relations avec le Parlement                                                  |           | Antonio Gava                                                  | DC    |
| Ministres                                                                                      |           |                                                               |       |
| Ministre des Affaires étrangères                                                               |           | Emilio Colombo                                                | DC    |
| Ministre de l'Intérieur                                                                        |           | Virginio Rognoni                                              | DC    |
| Ministre des Grâces et de la Justice                                                           |           | Adolfo Sarti (jusqu'au 23/05/1981) Clelio Darida              | DC    |
| Ministre du Budget et de la Programmation économique                                           |           | Giorgio La Malfa                                              | PRI   |
| Ministre des Finances                                                                          |           | Franco Reviglio                                               | PSI   |
| Ministre du Trésor                                                                             |           | Beniamino Andreatta                                           | DC    |
| Ministre de la Défense                                                                         |           | Lelio Lagorio                                                 | PSI   |
| Ministre de l'Instruction publique                                                             |           | Guido Bodrato                                                 | DC    |
| Ministre des Travaux publics                                                                   |           | Franco Nicolazzi                                              | PSDI  |
| Ministre de l'Agriculture et des Forêts                                                        |           | Giuseppe Bartolomei                                           | DC    |
| Ministre des Transports                                                                        |           | Rino Formica                                                  | PSI   |
| Ministre des Postes et des Télécommunications                                                  |           | Michele Di Giesi                                              | PSDI  |
| Ministre de l'Industrie, du Commerce et de l'Artisanat                                         |           | Antonio Bisaglia (jusqu'au 20/12/1980) Filippo Maria Pandolfi | DC    |
| Ministre de la Santé                                                                           |           | Aldo Aniasi                                                   | PSI   |
| Ministre du Commerce extérieur                                                                 |           | Enrico Manca                                                  | PSI   |
| Ministre de la Marine marchande                                                                |           | Francesco Compagna                                            | PRI   |
| Ministre des Participations d'État                                                             |           | Gianni De Michelis                                            | PSI   |
| Ministre du Travail et de la Sécurité sociale                                                  |           | Franco Foschi                                                 | DC    |
| Ministre du Tourisme et du Divertissement                                                      |           | Nicola Signorello                                             | DC    |
| Ministre pour les Biens et les Activités environnementaux                                      |           | Oddo Biasini                                                  | PRI   |